# Georges de Rham
Georges de Rham (Roche, 10 de septiembre de 1903 - Lausana, 9 de octubre de 1990) fue un matemático y alpinista suizo.

## Biografía
Estudió en la Universidad de Lausana y luego en la Universidad de París, donde obtuvo un doctorado en matemáticas. En 1931 comenzó a enseñar en la Universidad de Lausana, donde ocupó varios cargos hasta su jubilación en 1971. Al mismo tiempo, también fue profesor en la Universidad de Ginebra.
En 1931 demostró un teorema por el cual identificó los grupos de la cohomología de De Rham como invariantes topológicos.
La influencia de De Rham fue particularmente fuerte tras el desarrollo de la teoría de Hodge y la teoría de haces. También hizo contribuciones en la geometría diferencial, en particular ampliando el concepto de "torsión de Reidemeister", introducido por Kurt Reidemeister en 1935.
Georges de Rham también fue un hábil alpinista. Abrió muchas rutas nuevas en los Alpes suizos, en particular en los Alpes del Valais, el macizo del Jura y los Alpes berneses.